# Tsao
Tsao est une ville du Botswana.